# Acontia thapsina
Acontia thapsina là một loài bướm đêm thuộc họ Noctuidae. Nó được tìm thấy ở Queensland.
Sải cánh dài khoảng 20 mm.